# Shubh Mangal Saavdhan
Pour plus de détails, voir Fiche technique et Distribution.
Shubh Mangal Saavdhan (en hindi : शुभ मंगल सावधान ; « Que le mariage soit fructueux » en français) est un film de comédie romantique indien en hindi de 2017 réalisé par R. S. Prasanna et produit par Krishika Lulla et Anand L Rai,,. Avec Ayushmann Khurrana et Bhumi Pednekar, il s'agit d'un remake d'un précédent film du même réalisateur, Kalyana Samayal Saadham (2013), tourné en tamoul,. Le film est sorti le 1er septembre 2017, et tourne autour de Mudit Sharma, qui est sur le point de se marier, et de la façon dont il gère la dysfonction érectile avec sa fiancée et sa famille.
Aux 63e Filmfare Awards, Shubh Mangal Saavdhan a reçu 5 nominations, dont celle du meilleur acteur (Khurrana), de la meilleure actrice (Pednekar) et de la meilleure actrice dans un second rôle (Pahwa).
Un successeur spirituel intitulé Shubh Mangal Zyada Saavdhan, mettant également en vedette Khurrana dans le rôle principal et Pednekar dans une apparition, est sorti le 21 février 2020.

## Synopsis
L'histoire tourne autour de Mudit Sharma Ayushmann Khurrana, un garçon de Delhi qui travaille dans le marketing, et de Sugandha Joshi Bhumi Pednekar, une fille de Gurgaon dont Mudit tombe amoureux. Mudit est timide de nature et essaie toutes les manières possibles de parler à Sugandha mais échoue. Finalement, il décide de lui envoyer une demande en mariage en ligne. Lorsque les deux se rencontrent enfin, ils ressentent des étincelles et décident de passer au niveau supérieur. Sugandha prend un certain temps pour décider d'accepter ou non l'offre et la décrit plus tard comme la première grande décision qu'elle a prise dans sa vie. La demande officielle de mariage est échangée entre leurs familles.
Lorsque les parents de Sugandha sont hors de la ville, Mudit et Sugandha tentent de devenir intimes et lorsqu'ils arrivent enfin au lit, Mudit visiblement mal à l'aise annonce qu'il doit aller aux toilettes. Mais lorsqu'il revient, il s'habille et se dirige vers la porte principale. Lorsqu'un Sugandha inquiet l'interroge sur ce changement soudain de plans, il fait simplement allusion à son problème à l'aide de biscuits, ce qui fait comprendre à Sugandha qu'il est confronté à une crise de dysfonction érectile.
Mudit et Sugandha essaient différentes manières de résoudre le problème mais échouent, et lorsque Mudit est confronté à la réalité de son mariage imminent, il décide de l'annuler. Ils se disputent. Maintenant, profondément amoureuse, Sugandha a refusé d'annuler le mariage et a déclaré qu'elle l'attendrait, lui et sa noce, sur le lieu de la cérémonie.
Enfin, accompagné d'un groupe de proches, Mudit part pour Haridwar où le mariage doit avoir lieu. Pendant le voyage, Mudit reçoit constamment des appels de quelqu'un qui prétend être une bonne personne et connaît son problème. Lorsqu'il atteint Haridwar et que les appels continuent, Sugandha reçoit l'appel et lance des insultes à l'inconnu avant de se rendre compte soudain que la personne bien intentionnée n'est autre que le père de Sugandha.
Le futur beau-père de Mudit emmène sa fille consulter un vétérinaire qui suggère que le stress en est la cause. Un jour avant le mariage, Sugandha et Mudit tentent de se rapprocher à nouveau, avec les encouragements de proches des deux côtés de la famille. Lorsqu'ils sortirent de la pièce au bout d'un moment, ils trouvèrent tous les membres de la famille attendant avec impatience que Mudit l'ait fait. Mudit dit qu'il a réussi la performance mais Sugandha n'est pas d'accord. Les familles sont désormais profondément inquiètes.
Alors que la date du mariage approche et que les problèmes et les désaccords s'accumulent, Mudit soutient Sugandha et leur relation contre les attentes de la famille et de la société. Il risque même sa vie pour défendre l'amour de sa vie, Sugandha. Il rejette la masculinité toxique et ensemble, ils définissent leur mariage comme une équipe de joueurs égaux. Le mariage a lieu.
Dans la narration finale, Sugandha dit que rien ne s'est passé (c'est-à-dire que Mudit souffrait probablement encore de dysfonction érectile) la première nuit ou lune de miel, et après cela, ils se sont simplement occupés de leur vie. Un beau jour, c'est arrivé tout simplement, alors que toute la famille était occupée à prier.

## Distribution
- Ayushmann Khurrana : Mudit Sharma, le mari de Sugandha[8].
- Bhumi Pednekar : Sugandha Sharma (née Joshi), l'épouse de Mudit
- Brijendra Kala : l'oncle de Sugandha
- Sanjay Singh : Ajit
- Neeraj Sood : le père de Sugandha
- Seema Bhargava : Vimla, la mère de Sugandha
- Chittaranjan Tripathi : le père de Mudit
- Supriya Shukla : la mère de Mudit
- Anmol Bajaj : Anu
- Rahul Chauhan : l'oncle de Mudit, Jablu Chacha
- Shubhankarvat Tripathi
- Anshul Chauhan : Jenny
- Gopal Datt : vétérinaire
- Gulzar Dastur : commis de magasin
- Jimmy Shergill : lui-même (caméo)
- Mrinal : dieu
- Aayush Sehgal : jeune homme qui fait voler des cerfs-volants
- Mihir : Dieu-2

## production
Le film a été largement tourné à Delhi , Rishikesh et Haridwar. Anshul Chauhan est prêt à jouer le meilleur ami de Bhumi Pednekar dans le film.

## Bande sonore
La musique du film est composée par Tanishk Bagchi et Vayu, qui ont également écrit les paroles. La première chanson du film "Rocket Saiyyan" chantée par Ritu Pathak, Brijesh Shandilya et Bagchi est sortie le 7 août 2017. La deuxième chanson "Laddoo" est chantée par Mika Singh et est sortie le 21 août 2017. La bande originale du film se compose de cinq chansons et est sortie le 25 août 2017.
Toutes les chansons ont été écrites et composées par Tanishk-Vayu.
| No | Titre          | Durée |
| -- | -------------- | ----- |
| 1. | Rocket Saiyyan | 2:42  |
| 2. | Laddoo         | 3:38  |
| 3. | Kankad         | 3:16  |
| 4. | Kanha (Female) | 3:03  |
| 5. | Kanha (Male)   | 3:03  |

## Suite
Après le succès commercial du film, un successeur spirituel intitulé Shubh Mangal Ziada Savdhan a été annoncé, basé sur l'homosexualité. Ayushmann Khurrana, l'acteur principal, joue un homme gay dans le film. Une bande-annonce a été publiée le 9 mai 2019 expliquant le thème du film,. La sortie du film était initialement prévue le 13 mars 2020 mais la sortie a été reportée au 21 février 2020.